# Corynoptera voluptuosa
Corynoptera voluptuosa är en tvåvingeart som beskrevs av Werner Mohrig och Boris Mamaev 1987. Corynoptera voluptuosa ingår i släktet Corynoptera och familjen sorgmyggor. Inga underarter finns listade i Catalogue of Life.